# Eutelia quadriliturata
Eutelia quadriliturata là một loài bướm đêm trong họ Noctuidae.